# エルトゥールル・オスマン
エルトゥールル・オスマン（オスマン語: ارطغرل عثمان、Ertuğrul Osman (Osmanoğlu)、1912年8月12日 - 2009年9月23日）は、オスマン帝国の帝家であったオスマン家の第43代家長。オスマン帝国皇族として生まれた最後の家長である。

## 生涯
帝国末期の1912年、イスタンブールのユルドゥズ宮殿で、アブデュルハミト2世の第8子メフメト・ブルハネッティン皇子の末子として生まれた。オーストリアのウィーンに留学して教育を受けたが、1924年にトルコ共和国政府によってアブデュルメジト2世がカリフの地位を廃され、オスマン家の全構成員に国外退去命令が発せられたため、帰国することができなくなった。
フランスのパリ政治学院に学んだ後、1939年に家族とともにアメリカ合衆国に移住し、1952年に南米諸国で鉱山を経営するカナダ企業に入社した。トルコではオスマン家の国外退去処分が解除されたが、エルトゥールルはトルコ共和国の国籍を得ることを望まず、アメリカに留まり続けた。後半生はニューヨークに居住していた。彼が追放後初めてトルコに帰国したのは、1992年、トルコ政府の招きにより、特別にトルコ訪問を許された時である。その後、9.11後アメリカの出入国審査が厳しくなったために、2004年にトルコ共和国のパスポートを取得した。
1985年に南アフリカ出身の最初の妻と死別した後、1991年に約30歳年下で、トルコに亡命したアフガニスタン・バーラクザイ朝の王族とトルコ人女性の間に生まれたゼイネップ・タルズィーと再婚した。
1994年、従兄でオスマン家第42代家長のメフメト・オルハンが没したため、オスマン家の存命最年長の男子となり、オスマン家の家長の座に就いた。名目上の皇帝としてはエルトゥールル2世となった。
2009年9月23日、腎不全の為イスタンブール市内の病院で死去
、97歳没。エルトゥールルの死去に伴い、新たにオスマン家最年長となったアブデュルメジト1世の孫シェフザーデ・イブラヒム・テブフィク・エフェンディ皇子の三男バヤズィット・オスマンが第44代家長の座についた。

## 系図
アブデュルハミト2世－メフメト・ブルハネッティン－エルトゥールル